# Bosque costero de coníferas de Escandinavia

Localización.

El bosque costero de coníferas de Escandinavia es una ecorregión de la ecozona paleártica, definida por WWF, situada en Noruega.

## Descripción
Es una ecorregión de bosque templado de coníferas que ocupa 19.300 kilómetros cuadrados a lo largo de la costa atlántica de Noruega.

## Estado de conservación
En peligro crítico.